# Kazuma Umenai
Kazuma Umenai (梅内 和磨 Umenai Kazuma?), född 21 juni 1991 i Tokyo prefektur, är en japansk fotbollsspelare.
Umenai började sin karriär 2014 i YSCC Yokohama. 2016 flyttade han till Iwate Grulla Morioka.